# Death to False Metal
Albums de Weezer
Hurley
(2010) Everything Will Be Alright in the End
(2014)
Death to False Metal est une compilation du groupe américain Weezer. Il est sorti le 2 novembre 2010.
L'album contient plusieurs chansons enregistrées au cours de la carrière de Weezer mais qui n'avaient pas été éditées. Originellement connu en tant que Odds and Ends, cet album est mentionné pour la première fois au cours de l'été 2008 par le guitariste Brian Bell. Le chanteur et guitariste Rivers Cuomo considère qu'« ensemble, [ces chansons] composent l'album qui devrait logiquement suivre Hurley ». Cuomo considère cet enregistrement comme le neuvième album studio du groupe alors que Karl Koch, webmaster et historien du groupe, le considère comme « un album spécial, [...] une sorte de version de Weezer de l'enregistrement Alone: The Home Recordings of Rivers Cuomo de Rivers ».
La version de Mykel & Carli sur la version iTunes est différente de celle présente en face B sur le single Undone – The Sweater Song sorti en 1994. Les fans ont spéculé qu'il s'agissait de la version issue de l'enregistrement de Weezer (The Blue Album) et qui n'avait pas été éditée sur l'album.
L'album a été édité le même jour que la version deluxe de Pinkerton, le deuxième album du groupe. Le titre de l'album est une référence à Manowar, cette phrase étant couramment utilisée dans les chansons de ce groupe de metal.

## Liste des pistes
| Death to False Metal | Death to False Metal                       | Death to False Metal                    | Death to False Metal | Death to False Metal | Death to False Metal | Death to False Metal | Death to False Metal | Death to False Metal | Death to False Metal |
| No                   | Titre                                      | Auteur                                  | Durée                |                      |                      |                      |                      |                      |                      |
| -------------------- | ------------------------------------------ | --------------------------------------- | -------------------- | -------------------- | -------------------- | -------------------- | -------------------- | -------------------- | -------------------- |
| 1.                   | Turning Up the Radio                       | Rivers Cuomo                            | 3:37                 |                      |                      |                      |                      |                      |                      |
| 2.                   | I Don't Want Your Loving                   | Rivers Cuomo                            | 3:03                 |                      |                      |                      |                      |                      |                      |
| 3.                   | Blowin' My Stack                           | Rivers Cuomo, Brian Bell, Scott Shriner | 3:44                 |                      |                      |                      |                      |                      |                      |
| 4.                   | Losing My Mind                             | Rivers Cuomo                            | 4:02                 |                      |                      |                      |                      |                      |                      |
| 5.                   | Everyone                                   | Rivers Cuomo                            | 2:49                 |                      |                      |                      |                      |                      |                      |
| 6.                   | I'm a Robot                                | Rivers Cuomo                            | 2:31                 |                      |                      |                      |                      |                      |                      |
| 7.                   | Trampoline                                 | Rivers Cuomo                            | 2:55                 |                      |                      |                      |                      |                      |                      |
| 8.                   | The Odd Couple                             | Rivers Cuomo                            | 3:07                 |                      |                      |                      |                      |                      |                      |
| 9.                   | Autopilot                                  | Rivers Cuomo                            | 2:57                 |                      |                      |                      |                      |                      |                      |
| 10.                  | Unbreak My Heart (Reprise de Toni Braxton) | Diane Warren                            | 4:11                 |                      |                      |                      |                      |                      |                      |
| 32:52                |                                            |                                         |                      |                      |                      |                      |                      |                      |                      |

## Crédits
Weezer
- Rivers Cuomo - chant, guitare
- Brian Bell - guitare, chœurs
- Scott Shriner - basse, chœurs
- Matt Sharp - basse, chœurs
- Mikey Welsh - basse, chœurs
- Patrick Wilson - batterie, chœurs